# Amata rufina
Amata rufina là một loài bướm đêm thuộc phân họ Arctiinae, họ Erebidae.